# Richard Härtel
Bernhard Richard Härtel (* 9. Dezember 1835 in Altenburg; † 26. September 1903 in Leipzig) war Mitbegründer und langjähriger Vorsitzender des Verbandes der Deutschen Buchdrucker. Die  Nachfolgeorganisation ist heute ver.di. Als solcher war er 1873 hauptverantwortlich für den Abschluss des ersten allgemeinen Tarifvertrags für ein Gewerbe in Deutschland.

## Leben
Er lernte das Setzerhandwerk seit 1849 bei C. G. Naumann in Leipzig. Auch in den folgenden Jahren arbeitete er bei verschiedenen Firmen im Buchdruckergewerbe in Leipzig. Er war zweimal verheiratet und hatte einen Sohn.
Er gründete 1863 den Fortbildungsverein für Buchdrucker und Schriftgießer in Leipzig, den er bis 1868 leitete. Unter seiner Mitwirkung wurde 1863 mit dem Correspondenten ein Blatt zur Vertretung der Interessen der Buchdrucker gegründet, dass nicht zuletzt für einen überörtlichen Zusammenschluss warb. Beim Dreigroschenstreik 1865 musste sich Härtel und sein Verein offiziell neutral verhalten, um ein Vereinsverbot zu verhindern. Der Streik führte 1866 zur Einberufung eines deutschen Buchdruckertages und zur Gründung des Buchdruckerverbandes. Härtel übernahm die Leitung des Correspondenten, der zum Verbandsblatt bestimmt worden war. Als besoldeter Redakteur gab er den Setzerberuf auf. Im Jahr 1867 übernahm er dann den Vorsitz des Buchdruckerverbandes. Im Jahr 1868 war er Präsident des zweiten Buchdruckertages.
Den Verband leitete er rein gewerkschaftlich. Er hat sich aus dem politischen Streit zwischen ADAV und SDAP herausgehalten. Im Jahr 1873 erklärte er, dass er es als Verbandspräsident für das Beste halte, sich formell keiner Partei anzuschließen. Persönlich neigte er jedoch der Eisenacher Richtung um August Bebel und Wilhelm Liebknecht zu.
Unter seiner Führung hatte der Verband einen bedeutenden Aufschwung erlebt. Nicht zuletzt, war er als Verhandlungsführer der Arbeitnehmerseite hauptverantwortlich dafür, dass 1873 erstmals ein einheitlicher Tariflohn für das Druckereigewerbe zustande kam.
Im Zuge des Sozialistengesetzes musste sich der Buchdruckerverband auflösen. Zwar kam es umgehend zur Gründung des Unterstützungsvereins Deutscher Buchdrucker, aber Härtel der mehrfach verhört worden war, legte den Vorsitz nieder, um dem neuen Verein den Start zu erleichtern. Den Wechsel des Verbandssitzes nach Stuttgart machte Härtel dann auch nicht mit.
Er blieb aber Redakteur des Correspondenten. Im Jahr 1889 gab er seine Funktion als leitender Redakteur der Verbandszeitschrift aus Altersgründen auf, schrieb aber bis zu seinem Lebensende für das Blatt. Er gehörte dem Verein für Sozialpolitik an.
Im Jahr 1905 wurde Härtel vom Buchdruckerverband auf dem Südfriedhof in Leipzig ein Denkmal gewidmet.